# Halowe Mistrzostwa Europy w Lekkoatletyce 1970 – bieg na 60 m przez płotki mężczyzn
Bieg na 60 metrów przez płotki mężczyzn – jedna z konkurencji biegowych rozgrywanych podczas halowych lekkoatletycznych mistrzostw Europy w hali Stadthalle w Wiedniu. Eliminacje, półfinały i bieg finałowy zostały rozegrane 15 marca 1970. Zwyciężył reprezentant Republiki Federalnej Niemiec Günther Nickel. Tytułu z poprzednich igrzysk nie obronił Alan Pascoe z Wielkiej Brytanii, który tym razem odpadł w półfinale.

## Rezultaty

### Eliminacje
Rozegrano 3 biegi eliminacyjne, do których przystąpiło 16 biegaczy. Awans do półfinału dawało zajęcie jednego z pierwszych czterech miejsc w swoim biegu (Q).
Opracowano na podstawie materiału źródłowego.
Bieg 1
| Miejsce | Zawodnik         | Czas | Uwagi |
| ------- | ---------------- | ---- | ----- |
| 1       | Werner Trzmiel   | 8,1  | Q     |
| 2       | Loránd Milassin  | 8,1  | Q     |
| 3       | Leszek Wodzyński | 8,2  | Q     |
| 4       | Alan Pascoe      | 8,4  | Q     |
| 5       | Nurullah Candan  | 8,8  |       |

Bieg 2
| Miejsce | Zawodnik       | Czas | Uwagi |
| ------- | -------------- | ---- | ----- |
| 1       | Guy Drut       | 7,9  | Q     |
| 2       | Frank Siebeck  | 7,9  | Q     |
| 3       | Günther Nickel | 8,0  | Q     |
| 4       | Nicolae Pertea | 8,1  | Q     |
| 5       | Sergio Liani   | 8,2  |       |
| 6       | Dušan Bizjak   | 8,5  |       |

Bieg 3
| Miejsce | Zawodnik         | Czas | Uwagi |
| ------- | ---------------- | ---- | ----- |
| 1       | Aleksandr Diemus | 7,9  | Q     |
| 2       | Raimund Bethge   | 8,1  | Q     |
| 3       | Ragnar Moland    | 8,2  | Q     |
| 4       | Ivan Sedláček    | 8,2  | Q     |
| 5       | Helmut Haid      | 8,3  |       |

### Półfinały
Rozegrano 2 biegi półfinałowe, w których wystartowało 12 biegaczy. Awans do finału dawało zajęcie jednego z trzech pierwszych miejsc w swoim biegu (Q).
Opracowano na podstawie materiału źródłowego.
Bieg 1
| Miejsce | Zawodnik        | Czas | Uwagi |
| ------- | --------------- | ---- | ----- |
| 1       | Günther Nickel  | 7,8  | Q     |
| 2       | Raimund Bethge  | 7,8  | Q     |
| 3       | Guy Drut        | 7,9  | Q     |
| 4       | Nicolae Pertea  | 7,9  |       |
| 5       | Ivan Sedláček   | 7,9  |       |
| 6       | Loránd Milassin | 8,3  | [ a ] |

Bieg 2
| Miejsce | Zawodnik         | Czas | Uwagi |
| ------- | ---------------- | ---- | ----- |
| 1       | Aleksandr Diemus | 7,8  | Q     |
| 2       | Frank Siebeck    | 7,8  | Q     |
| 3       | Werner Trzmiel   | 8,0  | Q     |
| 4       | Leszek Wodzyński | 8,1  |       |
| 5       | Ragnar Moland    | 8,1  |       |
| 6       | Alan Pascoe      | 8,2  |       |

### Finał
Opracowano na podstawie materiału źródłowego.
| Miejsce | Zawodnik         | Czas |
| ------- | ---------------- | ---- |
| 1       | Günther Nickel   | 7,8  |
| 2       | Frank Siebeck    | 7,8  |
| 3       | Guy Drut         | 7,8  |
| 4       | Werner Trzmiel   | 7,9  |
| 5       | Raimund Bethge   | 7,9  |
| 6       | Aleksandr Diemus | 8,0  |